# استامپتو (آرکانزاس)
استامپتو (به انگلیسی: Stumptoe) یک منطقهٔ مسکونی در ایالات متحده آمریکا است که در شهرستان ون بیورن، آرکانزاس واقع شده‌است. استامپتو ۳۲۴٫۹۲ متر بالاتر از سطح دریا قرار دارد.